# トニー・リーギンス
トニー・リーギンス（Tony Reagins, 1967年3月11日 - ）は、MLBロサンゼルス・エンゼルス・オブ・アナハイムの元ゼネラルマネージャー(GM)。アメリカ合衆国カリフォルニア州インディオ出身。

## 経歴

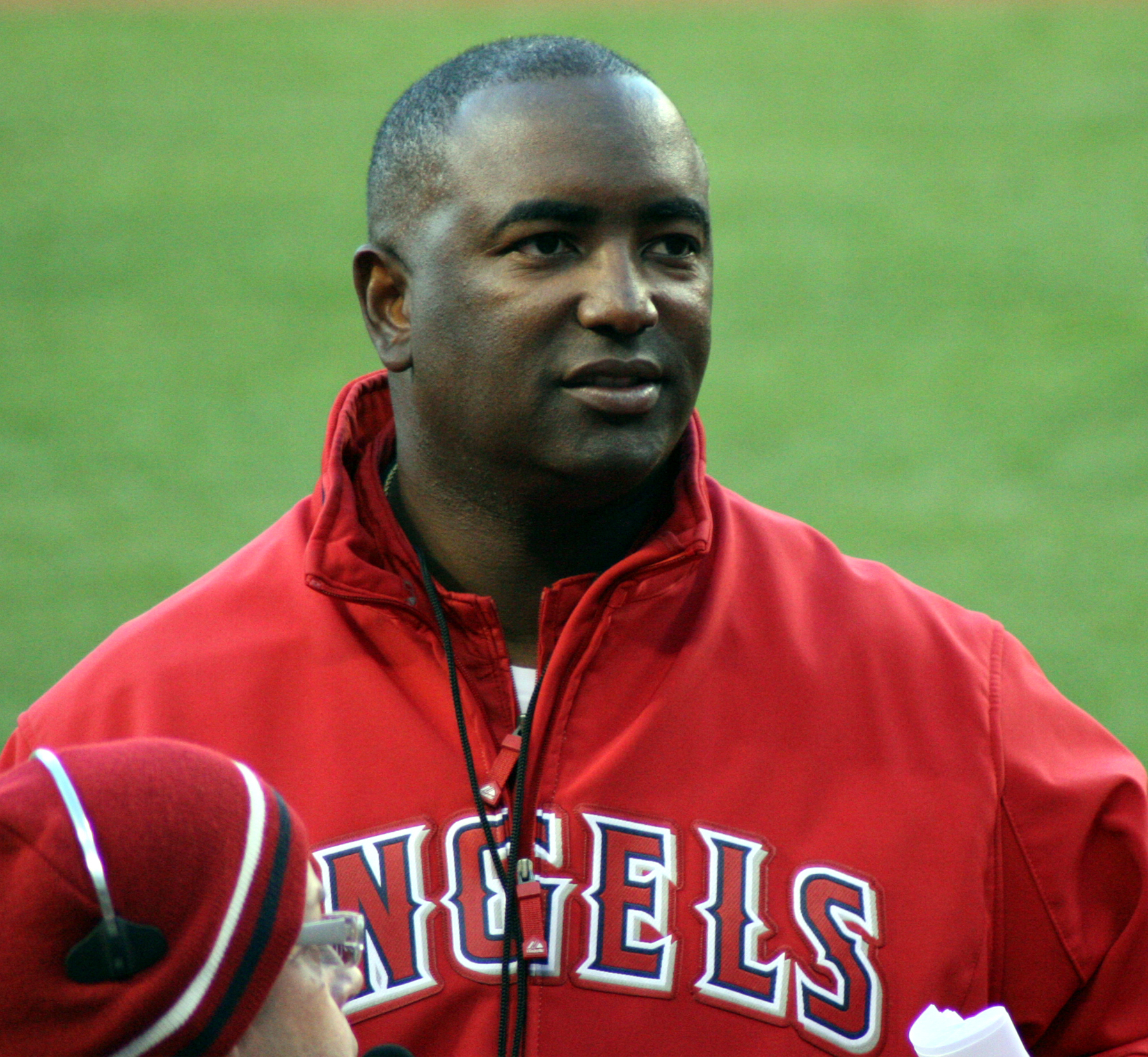
エンゼルスGM時代のリーギンス(2010年)

カリフォルニア州インディオに4人姉弟の末っ子として生まれる。4歳の時に父親が病死し、以後母親1人の手で育てられた。貧しい生活であったが、「常に明るく、人への敬意を忘れないこと」を教えられたという。カリフォルニア州立大学フラトン校に進学し、マーケティングの学士号を取得。1992年にインターンとしてエンゼルスに入り、編成部に異動してからは主にマイナー選手の育成に携わった。
2007年10月16日、エンゼルスの10代目ゼネラルマネージャー(GM)に就任。メジャーリーグ史上4人目の黒人GMとなった。11月22日には、ミネソタ・ツインズからFAとなったトリー・ハンターを球団史上最高額となる5年総額9000万ドルで獲得した。
GM就任後、2年連続でチームを地区優勝に導く。2009年シーズン終了後、エンゼルスはリーギンスと新たに長期契約を締結。球団の方針により、契約内容の詳細は明らかにされなかった。同年12月16日、ニューヨーク・ヤンキースからFAとなっていた松井秀喜と1年600万ドルで契約を結んだ。
2010年は西地区3位に終わる。オフには大型補強を宣言したが、カール・クロフォード、エイドリアン・ベルトレといった大物FA選手の獲得に相次いで失敗。そして、現状ではメジャー屈指の「不良債権」と呼ばれるバーノン・ウェルズをエンゼルスの一方的な損となるであろう条件のトレードで獲得したため、大きな批判を浴びた。
2011年、エンゼルスは地区優勝のレンジャーズから10ゲーム離された2位に終わり、ワイルドカード争いにも敗れて2年連続でプレーオフ進出を逃した。この責任を取る形で、リーギンスはGMを辞任。今後は、特別顧問として球団に残る。

## 人物
現在はカリフォルニア州オレンジ郡フラトン在住。家族は妻と娘、息子が1人ずつ。